# Sankt Andreas Kirke (Ordrup)
 For alternative betydninger, se Sankt Andreas Kirke. (Se også artikler, som begynder med Sankt Andreas Kirke)
Sankt Andreas Kirke er en katolsk kirke i Ordrup tæt ved København. Bygningen er opført på initiativ af Polly Berling 1871-1873 efter tegninger af arkitekt Ludvig Knudsen. Indvielsen fandt sted den 25. maj 1873.
Den var til 1953 kirke for Jesuiterordenen i Danmark. Kirkens kulørte indre blev malet hvid i 1958, men i 2007 blev den oprindelige stærke farvesætning rekonstrueret.
Kirken ligger på Kollegievej 2, 2920 Charlottenlund.